# Robert Zimmermann
Robert Zimmermann (Zurigo, 27 agosto 1912 – Zurigo, 4 aprile 2006) è stato un ciclista su strada e pistard svizzero.
Professionista dal 1937 al 1946 vinse le due più importanti competizioni elvetiche della sua epoca: il Tour de Suisse nel 1939 ed il Meisterschaft von Zürich nel 1940.

## Carriera
Fu attivo prevalentemente in Svizzera e, anche a causa dello scoppio del secondo conflitto mondiale, che giunse negli anni migliori della sua carriera, è prevalentemente in patria che ottenne vittorie e piazzamenti.
Nel 1937, al primo anno fra i professionisti, dopo essere arrivato secondo ai campionati nazionali dietro Léo Amberg, venne convocato per far parte della selezione svizzera impegnata al Tour de France che portò a termine, seppur nelle posizioni di rincalzo. Nella Grande Boucle ottenne diversi piazzamenti di tappa nei primi dieci, raggiungendo come miglior risultato di giornata il secondo posto nella quinta frazione, terza semitappa, nuovamente dietro Amberg, capitano di quella nazionale e che terminò, oltretutto, nella terza posizione della classifica generale la corsa. 
In agosto partecipò al Tour de Suisse che concluse quinto assoluto, sfiorando la vittoria di tappa nella frazione che prevedeva l'arrivo a Interlaken, preceduto in una volata ristretta da Karl Litschi e Cesare Del Cancia. 
Venne quindi selezionato anche per i mondiali di Copenaghen, dove il suo connazionale Paul Egli salì sul podio.
Nel 1938 fu secondo al Nordwest-Schweizer-Rundfahrt, una importante semi-classica svizzera, ancora dietro Litschi e vinse la sua prima tappa al Tour de Suisse precedendo gli italiani Del Cancia e Valetti.
La stagione successiva prese parte, sempre con la nazionale svizzera, al Deutschland Tour che quell'anno si disputava sulla distanza delle venti tappe, alla stregua cioè dei due grandi giri dell'epoca, ossia Tour de France e Giro d'Italia. Zimmerman prese il comando della classifica generale alla quarta tappa, tuttavia dovette cedere il giorno seguente il primato a favore del corridore di casa Georg Umbenhauer che poi risulterà vincitore della competizione. Zimmerman concluse la prova al secondo posto assoluto con più di nove minuti di distacco e, quale parziale consolazione, si aggiudicò la speciale classifica dei gran premi della montagna.
Sulla scia delle buone prestazioni ottenute, ad inizio agosto, costruì il successo più importante della sua carriera aggiudicandosi il Tour de Suisse, vincendo due tappe consecutive e conquistando la vetta della classifica generale nella tappa con arrivo a Lugano.
Negli anni successivi, a causa anche del conflitto mondiale, la sua attività fu prevalentemente circoscritta alle competizioni elvetiche; vise il Meisterschaft von Zürich e fu quarto nella À travers Lausanne nel 1940 e conquistò un'ultima tappa al Tour de Suisse nel 1941.
Nel 1945 fece il suo canto del cigno alla Volta Ciclista a Catalunya riuscendo nell'impresa di aggiudicarsi ben due frazioni fra cui la quattordicesima tappa, seconda semitappa, massacrante cronometro individuale da Gerona a Lloret de Mar di ben cinquanta chilometri. Chiuderà la corsa a tappe catalana al terzo posto dietro gli spagnoli Bernardo Ruiz e Joan Gimeno.
Zimmermann fu attivo anche nella pista, fra i suoi risultati più importanti in questa branca del ciclismo vanno ricordati soprattutto i podi ottenuti nella specialità dell'inseguimento individuale ai campionati svizzeri: secondo nel 1943, terzo sia nel 1942 che nel 1941.

## Palmarès
- 1937 (Condor, una vittoria)

Annemasse-Bellegarde et retour
- 1938 (Condor/Olympia/Urago, una vittoria)

5ª tappa Tour de Suisse (Sierre > Friburgo)
- 1939 (Condor/Olympia/Urago, quattro vittorie)

Grand Prix Le Locle
4ª tappa Tour de Suisse (Sierre > Thun)
5ª tappa Tour de Suisse (Thun > Lucerna)
Classifica generale Tour de Suisse
- 1940 (Condor, una vittoria)

Meisterschaft von Zürich
- 1941 (Condor, una vittoria)

3ª tappa Tour de Suisse (Berna > Zurigo)
- 1945 (Condor, due vittorie)

8ª tappa Volta Ciclista a Catalunya (Tremp > Seo de Urgel)
11ª tappa, 1ª semitappa Volta Ciclista a Catalunya (Gerona > Lloret de Mar, cronometro)

### Altri successi
- 1937 (Condor, due vittorie)

Criterium di Oerlikon
Schaffhausen - Breite Criterium
- 1939 (Condor/Olympia/Urago, due vittorie)

Classifica scalatori Deutschland Tour
Criterium di Annemasse

## Piazzamenti

### Grandi giri
- Tour de France

1937: 31º

### Competizioni mondiali
- Campionati del mondo

Copenaghen 1937 - In linea: ?